# Лукиллий
Луки́ллий (др.-греч. Λουκίλλιος, лат. Lucillius; I век) — древнегреческий поэт-эпиграмматист, живший при императоре Нероне (которого благодарит в одном из стихотворений за денежную помощь — AP IX, 572). Сохранилось более ста двадцати его эпиграмм, в основном язвительно-насмешливого, так называемого «скоптического» характера; в Палатинской антологии подавляющее большинство стихотворений под именем Лукиллия входит в XI книгу, где собраны застольные и сатирические эпиграммы.
Круг генитуры своей исследовал Авел-астролог:

        Долго ли жить суждено? Видит — четыре часа.

С трепетом ждёт он кончины. Но время проходит, а смерти

        Что-то не видно; глядит — пятый уж близится час.

Жаль ему стало срамить Петосириса: смертью забытый,

        Авел повесился сам в славу науки своей.

В гиперболизированном духе «Характеров» Теофраста, доводимом до абсурда, карикатурного парадокса, Лукиллий осмеивает различные человеческие типы: скупцов, лентяев, трусов, обжор, завистников, молодящихся старух; астрологов, философов, риторов, кулачных бойцов, шарлатанов-врачей, плохих художников — и даже собратьев-эпиграмматистов (AP XI, 312, где вышучивается традиция фиктивных эпитафий); обладателей различных физических недостатков — слишком высоких, слишком низкорослых, слишком волосатых и так далее.
Некоторые эпиграммы Лукиллия представляют собой пародии на устоявшиеся, шаблонные формы и темы эпиграмматической поэзии. Скажем, стихотворение о неудачливом охотнике AP XI, 194 предполагает хорошее знакомство читателя с посвятительными эпиграммами о приношении божеству после удачной охоты (ср.: Леонид Тарентский, Пейдж, № 51; Антипатр Сидонский, Пейдж, № 48) — которые Лукиллий выворачивает наизнанку. Из других примеров: AP XI, 10 — пародия на традиционные приглашения к пиру, AP XI, 80 — на надписи к статуям победоносных атлетов, AP XI, 715 — на двустишия о медной «Тёлке» скульптора Мирона.
Среди прочих приёмов Лукиллия можно отметить использование широко известных цитат из классических поэтов, а также пуант — внезапный поворот мысли в концовке стихотворения, дающий комический эффект обманутого ожидания (например, в упомянутом посвящении Нерону).
Творчество Лукиллия получило дальнейшее развитие в эпиграммах подражавшего ему младшего современника, латинского поэта Марциала.